# Вацлав Гавел
Вáцлав Гавéл (чеськ. Václav Havel; 5 жовтня 1936, Прага, Чехословацька республіка — 18 грудня 2011, Градечек, район Трутнов, Краловеградецький край, Чехія) — чеський політик та громадський діяч, дисидент, критик комуністичного режиму, драматург та есеїст. Був дев'ятим та останнім президентом Чехословаччини (1989—1992), а також першим президентом Чехії (1993—2003). Перший демократично обраний президент в країнах Варшавського пакту після повалення комуністичного режиму.
Вацлав Гавел працював у 1960-х роках в театрі Divadlo Na zábradlí (театр «На поручнях»), де став відомим завдяки п'єсам Святкування у садочку (1963) та «Зауваження» (1965).
У часі Празької весни був залучений до політичних дебатів і закликав введення демократичного суспільства. Ще 1965 року чеська цензура починає забороняти його твори. Після жорстокого придушення реформ військовим вторгненням країнами Варшавського договору 1968 року був покараний забороною на публікацію і став одним із найвідоміших дисидентів, критиків наступного режиму нормалізації.
Він захищав права політичних в'язнів і став співзасновником і одним з перших спікерів громадянської ініціативи із захисту прав людини Хартії 77. Тим він зміцнив свій міжнародний престиж, але це йому принесло також близько п'яти років позбавлення волі. У цей час, серед інших п'єс, була також написані впливові есеї, такі як «Сила безсилих» (чеськ. Moc bezmocných)(1978).
Після початку Оксамитової революції в листопаді 1989 Вацлав Гавел став одним із засновників антикомуністичного руху Громадянський форум і як його кандидат, був 29 грудня 1989 обраний президентом Чехословаччини. Підтримував спрямовування країни до парламентської демократії і політичних структур західної цивілізації, в 1992, однак, він не зміг запобігти розпаду Чехословаччини. З 1993-го був два терміни президентом Чеської Республіки, яку вивів з членства у Варшавському договорі та привів до НАТО. Наполягав на вступі Чеської Республіки до Європейського Союзу.
Як письменник Вацлав Гавел всесвітньо відомий за його драми в дусі театру абсурду, де крім усього іншого, цікавився такими темами як влада, бюрократія та мова, а також своїми есеями. У нарисах і листах з в'язниці, поряд з політичним аналізом, цікавився філософськими питанням свободи, влади, моралі і трансцендентністю. Вацлав Гавел також присвятив себе експериментальній поезії; Збірник «Anticodes» містить вірші, написані переважно у 60 років.

## Біографія

### Походження та ранні роки
Вацлав Гавел народився 5 жовтня 1936 року у місті Прага. Його дідусь, Вацлав Гавел був відомим підприємцем в області будівництва. Також він побудував Люцерну на Вацлавській площі та заснував кінокомпанію «Люцернафільм» . Продовжувачем його справи стали сини Вацлав (батько майбутнього президента) та Мілош. До початку Другої світової війни у 1939 році у власності сім'ї перебували кіностудія «Barrandov Studio», ресторани фірми «Люцерна», мисливський будиночок, а при ньому 1400 гектарів лісу, який щорічно здавався в оренду, також їм належали будинки на набережній Влтави.
Мама Вацлава, Божена Гавлова, до шлюбу Вавречкова (1913—1970), походила з сім'ї Гуго Вавречки, редактора «Народної газети», а також посла довоєнної Чехословаччини. З 1932 року він був директором взуттєвої фабрики Томаша Баті, а також недовгий час був міністром пропаганди.
Батьки Вацлава Гавела побралися влітку 1935 року. Через рік у подружжя народився старший син — Вацлав, а ще через рік народився молодший син — Іван.
2 вересня 1942 року Вацлав пішов до школи. Коли йому було 8 років під натиском Червоної Армії Вермахт покинув Чехословаччину.
У 1947 році Вацлав Гавел закінчив середню школу. У дев'ятирічному віці вступив до елітної школи-інтернату в місті Подєбради. А у 1948 році його виключили зі школи, як «противника комуністичного режиму». Після закінчення школи, в умовах комуністичного режиму, через його «буржуазне» походження мав труднощі в отриманні розміщення в середній школі за своїм вибором. Тому у 1950 році майбутній президент почав працювати лаборантом в хімічній лабораторії, а також одночасно навчався у вечірній гімназії у Празі. 1954 року Гавел закінчив гімназію в Празі. З політичних причин він не був прийнятий до жодної середньої школи з гуманітарною програмою; тому він обрав навчання на економічному факультеті Чеського технічного університету в Празі, проте полишив навчання за два роки.

### Початок письменницької діяльності
У 1955 Вацлав Гавел вперше виступив як літературний критик. І найближчим часом став доволі відомим в літературних колах.
З 1957 до 1959 року проходив військову службу. Гавелу довелося узгодити свої інтелектуальні амбіції з такими обставинами, особливо з обмеженнями, накладеними на нього як нащадка буржуазної сім'ї. Він знайшов роботу в театральному світі Праги як стажер в празькому театрі ABC — Divadlo ABC, а потім в театрі на Балюстраді — Divadlo Na Zábradlí.
В 1960 році він почав працювати у театрі Na zábradlí. спочатку він був техніком, а вже потім він став драматургом. В цьому театрі в грудні 1963 року була поставлена перша п'єса Гавела — «Святкування у садочку». Через рік цей спектакль був поставлений в Західному Берліні, в театрі Шиллера.
У 1966 році Гавел здобув омріяну гуманітарну освіту на Театральному факультеті в Празькій Академії Мистецтв.
В 1965 році він увійшов у редакцію газети «Тварж». У цей період до нього прийшла слава закордоном, але на Батьківщині його твори були заборонені.
У 1968 році «Меморандум» також був поставлений у Громадському театрі Нью-Йорка, що дало йому змогу стати відомим у Сполучених Штатах. Громадський театр продовжував створювати свої п'єси в наступні роки. Після 1968 року п'єси Гавела були заборонені в театральному світі в його власній країні, і він не зміг виїхати з Чехословаччини, щоб побачити будь-які зарубіжні вистави своїх творів.

### Дисидентство
Протягом першого тижня вторгнення Варшавського договору в Чехословаччину в серпні 1968 року Гавел сприяв опору, надаючи в ефірі через радіостанцію Радіо Вільна Чехословаччина. Після поразки Празької весни 1968 (в якій брав активну участь) та заборони публікацій став одним з найвідоміших дисидентів і критиків системи. Був одним із засновників ініціативи на захист громадянських прав «Хартія 77». Його звільнили з театру і він став більш політично активним. Він влаштувався на пивоварний завод «Краконош» у Трутнові, про який написав у своїй п'єсі «Аудиторія». Ця п'єса разом з двома іншими п'єсами «Ванек» (так званий через повторюваного персонажа Фердинанда Ванека, стенд в Гавела), став поширюватися в формі самвидаву по всій Чехословаччині, і значно додав Гавелу репутацію провідного дисидента (кілька інших чеських письменників пізніше написали свої власні п'єси за участю Ванека). 1979 року Гавел став співзасновником Комітету захисту несправедливо переслідуваних. Його політична діяльність призвела до численних ув'язнень з боку влади та постійного урядового нагляду та допиту з боку таємної поліції (Státní bezpečnost). Його найдовший період у в'язниці, з травня 1979 по лютий 1983, задокументований у листах до дружини, які пізніше були опубліковані як Листи до Ольги.
Він був відомий своїми есе, особливо «Сила безсилих» (1978), в яких він описав соціальну парадигму, в якій громадяни були змушені «жити в брехні» при комуністичному режимі. Описуючи свою роль дисидента, Гавел писав у 1979: "ми ніколи не вирішили стати дисидентами. Ми були перетворені в них, не знаючи, як, іноді ми опинилися у в'язниці, не знаючи точно, як. Ми просто йшли вперед і робили певні речі, які, на нашу думку, ми повинні були робити, і це здавалося нам гідним робити, нічого більше і менше ".Активний учасник Оксамитової революції 1989.

### Президенство
У перший термін, який тривав шість місяців до перших вільних виборів, Вацлав Гавел був на піку своєї влади. Комуністична партія Чехословаччини була в глибокій обороні, і нова демократична політична сцена ще не визначилась. Деякі рішення Гавела від цього періоду є спірними до цього дня, такі як надзвичайна амністія, після чого сталося повстання у в'язниці Леопольдів у Словаччині. Вацлав Гавел ніколи не підтримував ідею радикального придушення комуністичного апарату. Однак він досяг своєї найважливішої мети — підготувати вільні вибори і побудувати основу демократичного суспільства. Це давало громадянам впевненість у собі з безліччю виразів і символічних актів, і при цьому не приховувало того, що ситуація була складною. Його першим новорічним посланням було послання від 1 січня 1990 року.
Під час свого офіційного візиту в Україну 2 липня 1997 відввідав село Калинівка Зборівського району Тернопільської області, де поклав вінок до могили чехословацьких легіонерів, полеглих влітку 1917.
Почесний доктор Київського університету (4 квітня 1996).

## Вшанування пам'яті
- 2004 року в Празі відкрито Бібліотеку Вацлава Гавела
- 2013 року Празькому Аеропорту присвоїли ім'я Вацлава Гавела.
- 2013 року за участі Парламентської асамблеї Ради Європи, Бібліотеки Вацлава Гавела та організації Charta 77 Foundation було засновано премію імені Вацлава Гавела з прав людини, першим лауреатом якої став білоруський правозахисник Олесь Біляцький.[8]
- 2016 року на честь Вацлава Гавела перейменували бульвар у Києві.[9]
- У грудні 2016 року в Києві відкрито меморіальну дошку Вацлаву Гавелу.
- У 2018 році станцію лінії Київського швидкісного трамвая перейменовано на честь Вацлава Гавела (станцію швидкісного трамвая Вацлава Гавела). Колишня назва — ст. Івана Лепсе (іноді ст. Бульвар Лепсе).
- 2022 року у місті Вінниця вулицю Невського перейменували на вулицю Вацлава Гавела.[10]

## Твори

### П'єси
- П'єси у стилі театру абсурду, зокрема одноактні Аудієнція, Вернісаж

### Есеї, критика, листи та промови
- Політичні есе, Листи до Ольги.

## Нагороди
- Орден князя Ярослава Мудрого III ст. (Україна, 19 серпня 2006)[11][12]
- Премія Улофа Пальме (1989).
- Премія миру німецьких книгарів (1989).
- Премія «Квадрига» (2009).

### Про Вацлава Гавела
- Барна, В. Гавел Вацлав/ В. Барна // Тернопільський енциклопедичний словник : у 4 т. / редкол.: Г. Яворський та ін. — Тернопіль : Видавничо-поліграфічний комбінат «Збруч», 2004. — Т. 1 : А — Й. — 696 с. — ISBN 966-528-197-6.Вацлав Гавел / Біографія Вацлав Гавел. Біографія
- Гавел Вацлав // Політична енциклопедія. — Київ.: Парламентське видавництво, 2011. — С. 123 ISBN 978-966-611-818-2.
- Велика втрата демократії [Текст] : [перебування чес. президента В. Гавела в нашому краї] / В. Колінець // Вільне життя плюс. — 2011. — № 104 (30 груд.).
- Залізняк, Ю. Б. Етичний інтелектуалізм публіцистики Івана Дзюби та Вацлава Гавела [Текст]: дис./ Юрій Богданович Залізняк; Львівський нац. ун-т ім. Івана Франка. — Львів, 2007. — 217 с. — 185—197.
- Залізняк, Ю. Б. Етичний інтелектуалізм публіцистики Івана Дзюби та Вацлава Гавела [Текст]: автореф. дис./ Юрій Богданович Залізняк; Київський національний ун-т ім. Тараса Шевченка. Ін-т журналістики. — Київ, 2007. — 20 с.
- Зарицький, О. М. Вацлав Гавел. Політичний портрет. — [Київ]: Сатсанга, 2001. — 127, [3] с. — Авт. на обкл. не зазнач. — Бібліогр.: С. 127—129.
- Мелещенко, Т. В. Вацлав Гавел і його роль у державотворчих процесах Чехословаччини [Текст]: дис./ Мелещенко Тетяна Володимирівна; Нац. пед. ун-т ім. М. П. Драгоманова. — Київ, 2010. — 20 с.
- Мелещенко, Т. В. Вацлав Гавел і його роль у державотворчих процесах Чехословаччини [Текст]: дис./ Мелещенко Тетяна Володимирівна; Нац. пед. ун-т ім. М. П. Драгоманова. — Київ, 2010. — 211 с.
- Тисменяну, В. Поворот у політиці: східна Європа від Сталіна до Гавела/ Владімір Тисменяну; пер. А. Д. Гриценко. — Київ: Мегатайп, 2003. — 320 с. — (Європейська історія). — ISBN 5-85722-102-1